# Soupe de poulet
La soupe au poulet est une soupe à base de poulet, mijotée dans de l'eau, généralement avec divers autres ingrédients. La soupe au poulet classique se compose d'un bouillon de poulet clair, souvent accompagné de morceaux de poulet ou de légumes ; les ajouts courants incluent des pâtes, des nouilles, des raviolis ou des carottes et des céréales comme le riz et l'orge. La soupe au poulet est communément considérée comme un aliment réconfortant.

## Histoire
Les humains faisaient déjà bouillir les aliments au moment où le poulet a été domestiqué au Néolithique, il est donc probable que les poulets étaient bouillis pour la soupe.
La soupe au poulet américaine moderne, qui comprend généralement des légumes-racines tels que carotte, oignon, poireau et céleri, était un aliment de base dans toute l'Europe du Nord et a été importée aux États-Unis par les immigrants.

## Préparation
Des variations de saveur sont obtenues en ajoutant des légumes-racines tels que le panais, la pomme de terre, la patate douce et le céleri-rave ; des aromates comme les feuilles de laurier, des herbes comme le persil et l'aneth ; d'autres légumes comme les courgettes, les gousses d'ail entières, la laitue ou les tomates, et du poivre noir,. La soupe doit être portée lentement à ébullition puis mijotée dans une casserole couverte à feu très doux pendant une à trois heures, en ajoutant de l'eau si nécessaire. Le safran ou le curcuma sont parfois ajoutés comme colorant jaune.

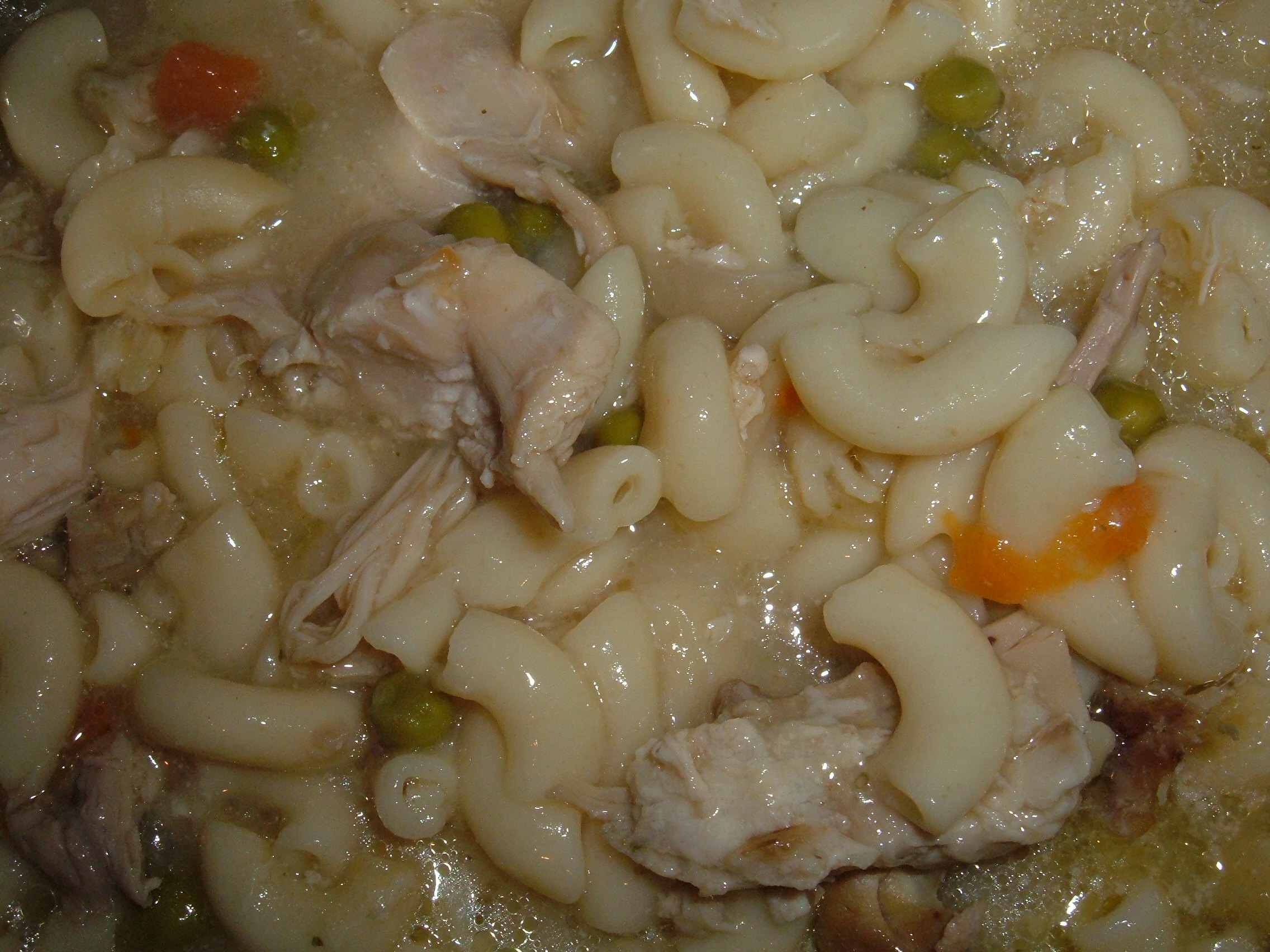
Soupe de poulet maison avec macaronis coudés, morceaux de poulet, carottes et céleri
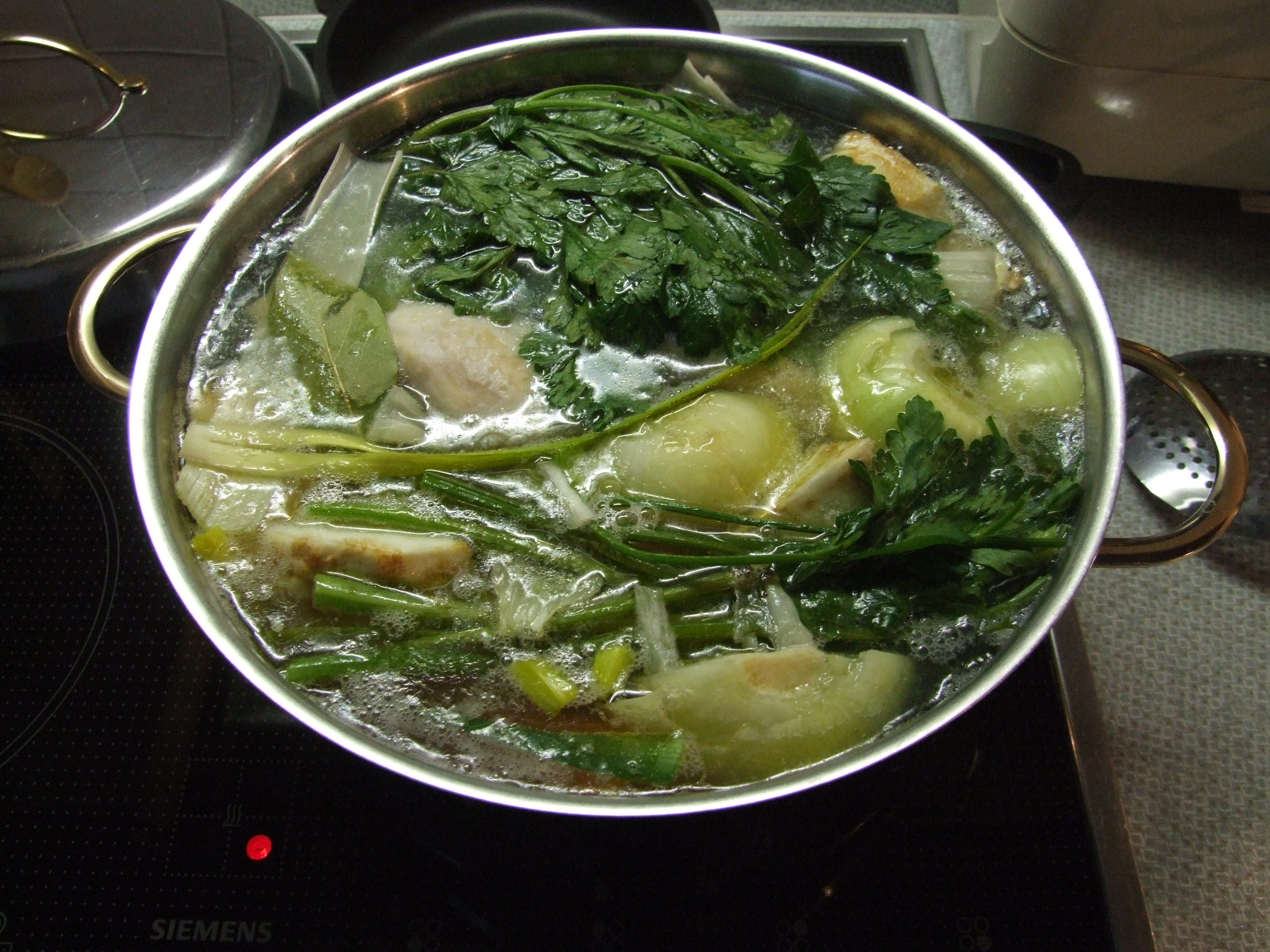
Soupe de poulet aux légumes-feuilles foncés.
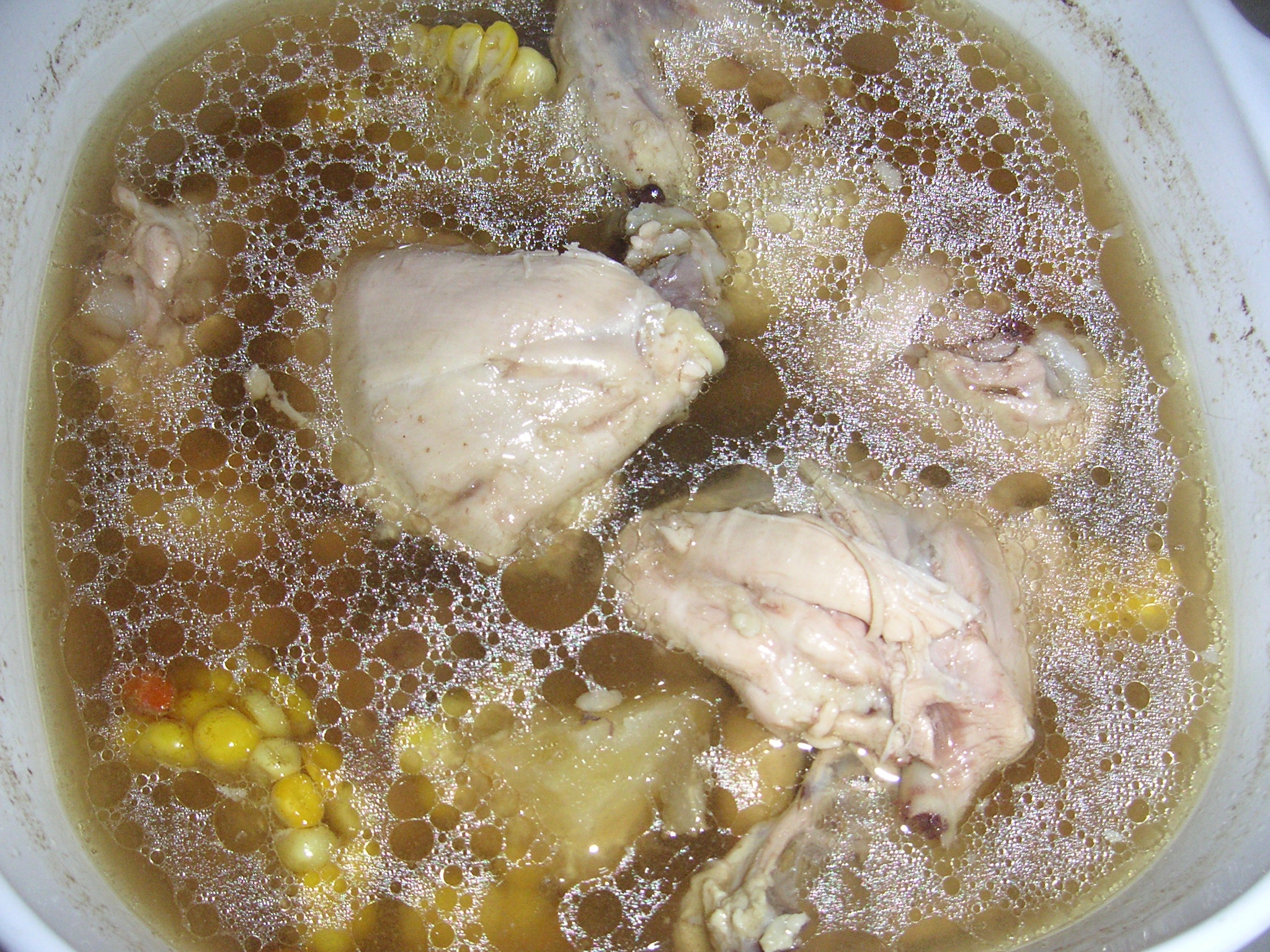
Soupe de poulet à la chinoise du Sud avec champignons et morceaux de maïs.
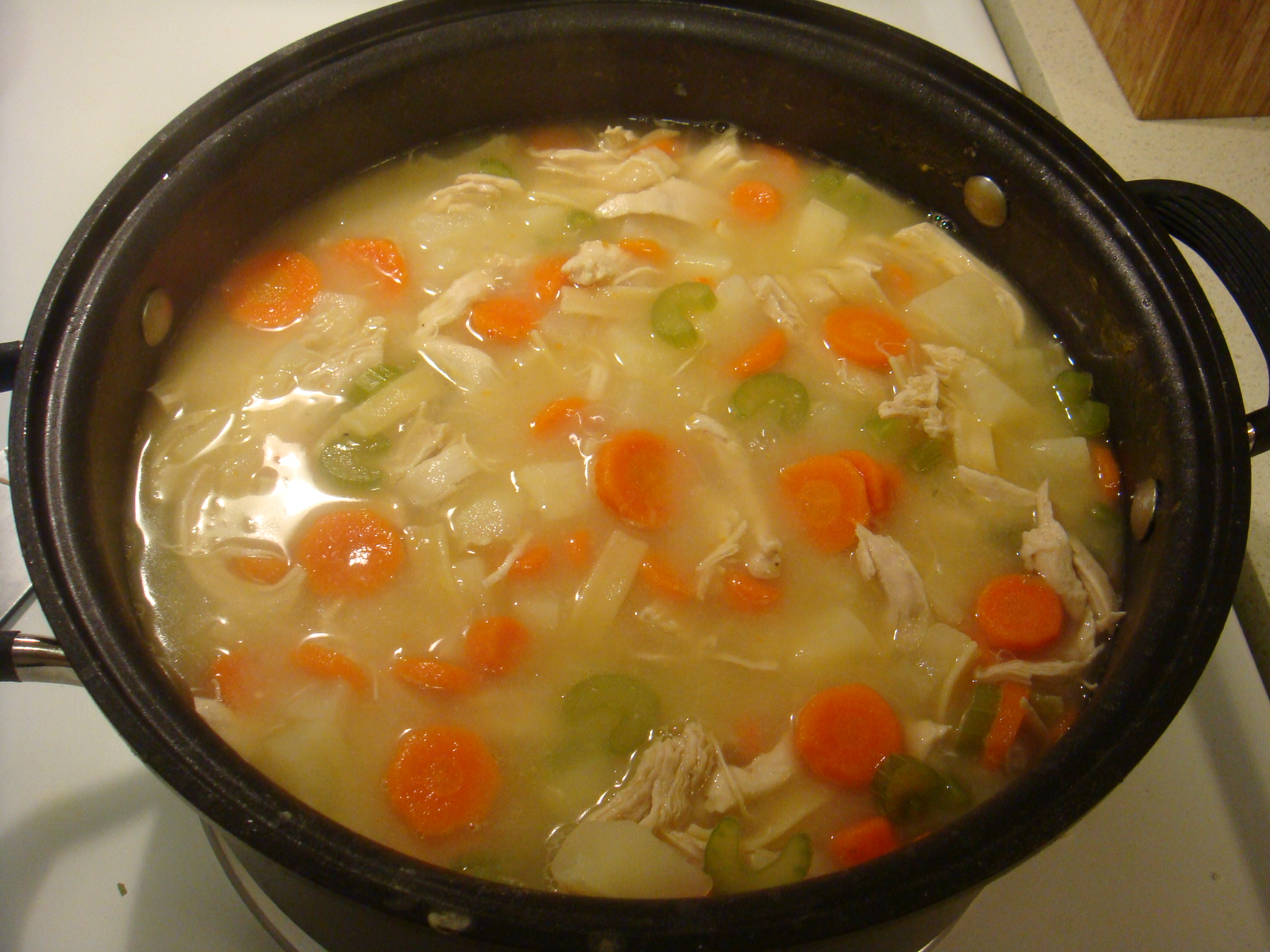
Cuisson de soupe poulet et nouilles maison.

## Valeur nutritionnelle
La soupe au poulet peut être un aliment relativement faible en matière grasse : la graisse peut être éliminée en refroidissant la soupe après la cuisson et en écumant la couche de graisse figée sur le dessus. Une étude a déterminé que « la cuisson prolongée d'un os dans une soupe augmente la teneur en calcium de la soupe lorsqu'elle est cuite à un pH acide, mais pas à un pH neutre ».

## Terminologie
À proprement parler, la soupe au poulet, sauf qualification, implique que la soupe est servie sous forme d'un bouillon fin, avec des morceaux de viande et éventuellement des légumes, ainsi que des nouilles, du riz, de l'orge ou des boulettes.
La soupe à la crème de poulet est une soupe épaisse et crémeuse à base de bouillon et de morceaux de poulet, combinés avec du lait (ou de la crème) et de la farine, qui peut contenir des morceaux de légumes, selon la recette.

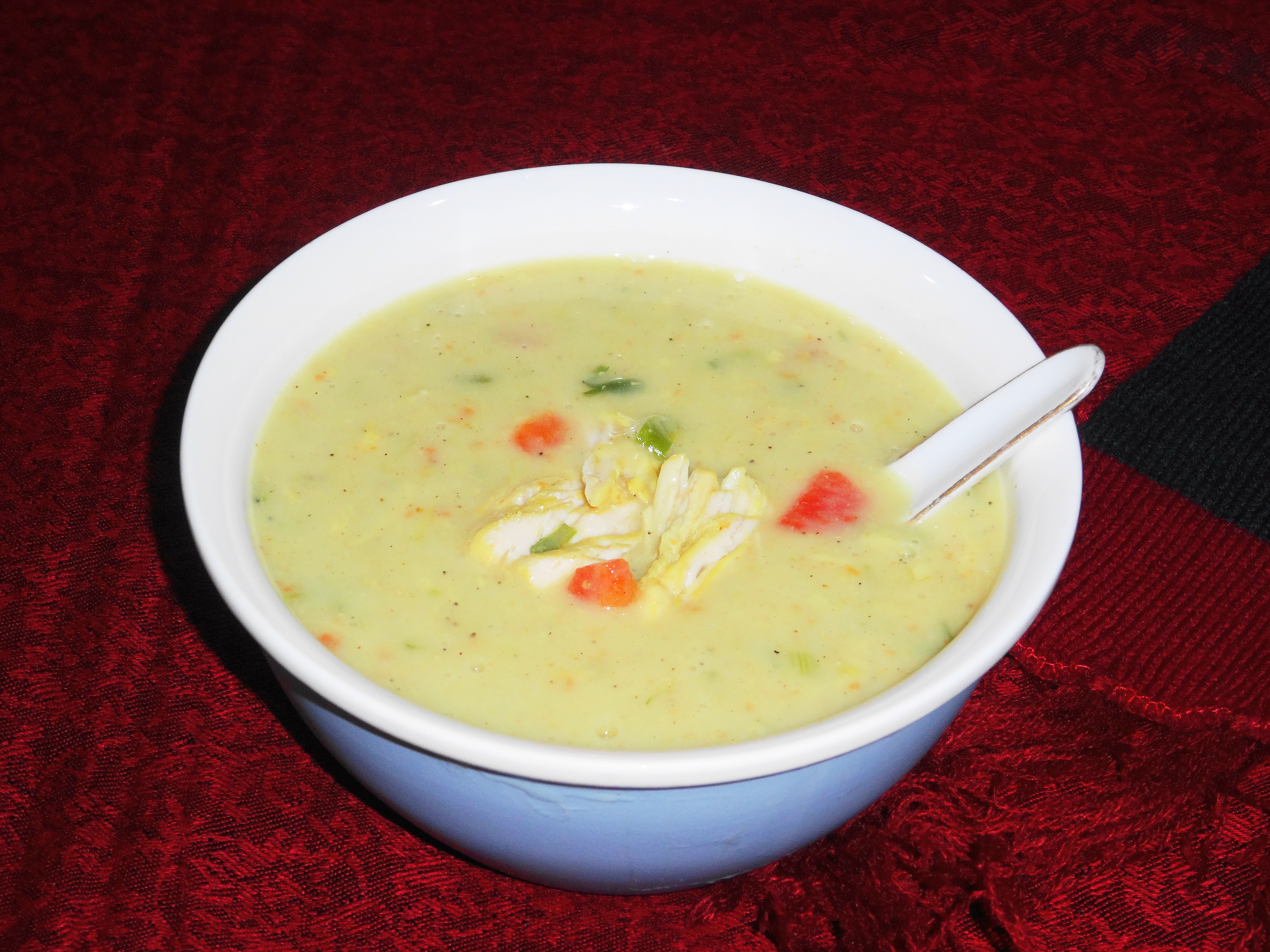
Velouté de poulet.

Plusieurs expressions sont utilisées pour désigner les soupes au poulet :
- le bouillon de poulet (chicken broth) est la partie liquide de la soupe au poulet. Le bouillon peut être servi tel quel, utilisé comme bouillon ou servi comme soupe avec des nouilles[8]. Le bouillon peut être plus doux que le consommé, n’a pas besoin d’être bouilli aussi longtemps et peut être préparé avec des morceaux de poulet plus charnus[9] ;
- le consommé de poulet est un bouillon de poulet plus raffiné. Il est généralement passé pour parfaire la clarté et réduit pour le concentrer[10],[9] ;
- le ragoût de poulet est un plat plus consistant avec un ratio plus élevé de solides par rapport au bouillon. Le bouillon peut également être épaissi[11] jusqu'à obtenir une consistance semblable à une sauce avec un roux ou en ajoutant des boulettes à base de farine (les kneidleh n'ont pas le même effet épaississant)[9] ;
- le fond de poulet est un liquide dans lequel des os de poulet et des légumes ont été mijotés dans le but de servir d'ingrédient dans des plats plus complexes[12]. Le bouillon de poulet n'est généralement pas servi tel quel. Le bouillon peut être préparé avec des parties du poulet moins savoureuses, comme les pattes, le cou ou les os : la teneur plus élevée en os de ces parties apporte plus de gélatine au liquide, ce qui en fait une meilleure base pour les sauces. Le bouillon peut être rebouilli et réutilisé comme base pour un nouveau bouillon. Des cubes de bouillon ou une base de soupe sont souvent utilisés à la place du bouillon de poulet préparé de toutes pièces[9].

## Effets sur la santé
La soupe au poulet a longtemps été présentée comme une forme de médecine traditionnelle pour traiter les infections respiratoires. En 2000, des scientifiques du centre médical de l'Université du Nebraska à Omaha ont étudié in vitro l'effet de la soupe au poulet sur la réponse inflammatoire. Ils ont découvert que certains composants de la soupe au poulet inhibent la migration des neutrophiles, ce qui pourrait avoir un effet anti-inflammatoire qui, hypothétiquement, conduirait à une atténuation temporaire des symptômes de la maladie. Cependant, ces résultats ayant été obtenus à partir de cellules purifiées (et directement appliquées), l’effet de la soupe diluée in vivo est discutable. Le New York Times a examiné, entre autres, l'étude de l'Université du Nebraska en 2007 et a conclu qu'aucune des recherches n'avait été concluante et qu'il n'était pas déterminé que les changements mesurés en laboratoire avaient réellement un effet significatif sur les personnes présentant des symptômes du rhume.
Il a également été démontré que la soupe au poulet contient de l'acide aminé cystéine, très similaire à l'acétylcystéine, utilisée par les médecins pour les patients souffrant de bronchite et d'autres infections respiratoires.
La soupe au poulet est également connue sous le nom de « jewish penicillin », soit comme ersatz de pénicilline, ou comme alternative à la pénicilline.

## Dans différentes cultures

### Chine
De nombreuses soupes chinoises sont à base de bouillon de poulet. La soupe au poulet typiquement chinoise est préparée à partir de vieilles poules et est assaisonnée de gingembre, d'oignons verts, de poivre noir, de sauce soja, de vin de riz et d'huile de sésame. Une version plus élaborée peut être préparée à partir de poules de réforme fraîchement tuées et de diverses herbes telles que le ginseng, le goji séché et la vieille racine de gingembre. La soupe est ensuite bouillie pendant des heures.

### Colombie

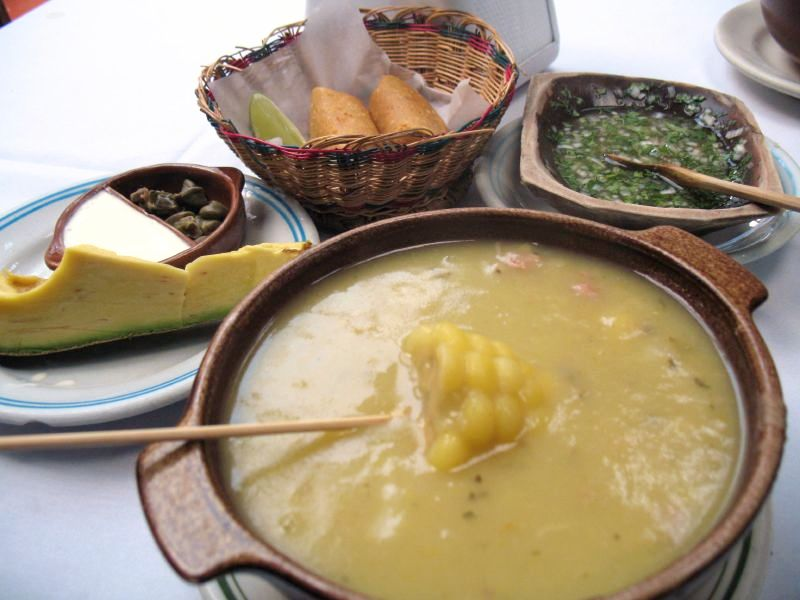
Ajiaco de Bogota (Colombie).

Bogota, la capitale de la Colombie, est connue pour sa version de la soupe au poulet appelée ajiaco. Outre le poulet, l'ajiaco comprend généralement du maïs, trois types de pommes de terre, de l'avocat, des câpres et une herbe appelée guascas. Il est servi avec une cuillerée de crème.
Le sancocho de gallina est un autre plat populaire dans toute la Colombie et dans les pays voisins. Il s'agit d'un bouillon qui comprend des morceaux entiers de poule sur l'os (gallinacé souvent assez dur) avec de gros morceaux de plantain, de pommes de terre, de manioc et/ou d'autres légumes. Un bol de sancocho constitue généralement un repas complet.

### Danemark
Le hønsekødssuppe danois est traditionnellement cuisiné à l'aide de grosses poules spécifiquement réservées à la soupe, connues sous le nom de suppehøner (« poules à soupe »). Des légumes comme le céleri-rave, les carottes, les oignons et le poireau sont généralement ajoutés et les aromates typiques sont le thym, les laurier et le poivre blanc. La soupe peut être servie avec des petits raviolis blancs et des boulettes de viande. Dans le cadre d'une bonne économie domestique, la viande qui a servi pour le bouillon est réservée à d'autres plats comme le høns i asparges (« poules aux asperges ») ou le hønsesalat (« poules-salade »).

### France
Les Français servent des formes de bouillon et de consommé à base de poulet. Les assaisonnements typiquement français pour la soupe au poulet comprennent les feuilles de laurier, le thym frais, le vin blanc sec et l'ail.

### Allemagne
En Allemagne, la soupe au poulet est préparée avec du bouillon de poulet, des légumes comme des carottes, des épices, des herbes et de petites nouilles. Pour le bouillon, une grosse poule, appelée Suppenhuhn peut être bouillie et des morceaux de celle-ci, en particulier la poitrine bouillie, peuvent ensuite être ajoutés à la soupe. Dans le sud de l'Allemagne, la soupe au poulet maison se compose généralement de bouillon de poulet auquel sont ajoutées des épices, des boulettes de semoule ou des nouilles. Un autre plat à base de bouillon de poulet, de morceaux de poulet, de légumes bouillis et d'épices est connu sous le nom de Hühnereintopf, signifiant « ragoût de poulet ». Alternativement, des nouilles faites maison peuvent être ajoutées au bouillon de poulet, sans légumes, et en y ajoutant uniquement des pickles, du sel et du poivre.

### Ghana
Au Ghana, la soupe au poulet, également connue sous le nom de chicken light soup, est préparée en cuisant le poulet dans un mélange de tomates, d'oignons, de poivre et d'autres épices et parfois des aubergines africaines, nommées garden eggs. Elle est servie principalement avec du foufou ou seule.

### Grèce
En Grèce, la soupe au poulet est le plus souvent préparée selon la recette avgolémono (« œuf-citron »), dans laquelle des œufs battus mélangés avec du citron sont ajoutés lentement à un bouillon afin que le mélange se réchauffe sans cailler, en ajoutant également du riz ou des pâtes comme le kritharáki ( « petite orge », orzo), ce qui donne une texture plus épaisse. C'est un remède traditionnel contre le rhume, les maux d'estomac et la gueule de bois.

### Hongrie
La soupe au poulet hongroise est une soupe claire, un consommé, appelée soupe au poulet újházi. Un consommé avec des morceaux entiers de poulet, du foie et du cœur de poulet, avec de gros légumes et des épices comme du poivre noir entier et moulu, des feuilles de laurier et du sel. Les légumes bouillis avec les morceaux de poulet sont généralement des carottes, du céleri-rave, du persil et du panais. Des vermicelles à soupe, des boulettes de semoule, de fines nouilles (Spätzle) ou de petites boulettes sont également ajoutés à la soupe. Même d'autres légumes peuvent être utilisés tels que des pois verts, une tomate entière et des oignons entiers bouillis avec la soupe, des champignons, des asperges, du céleri, du poivron vert, du chou-fleur, du chou-rave, des haricots verts ou du persil, dans différentes combinaisons.

### Indonésie

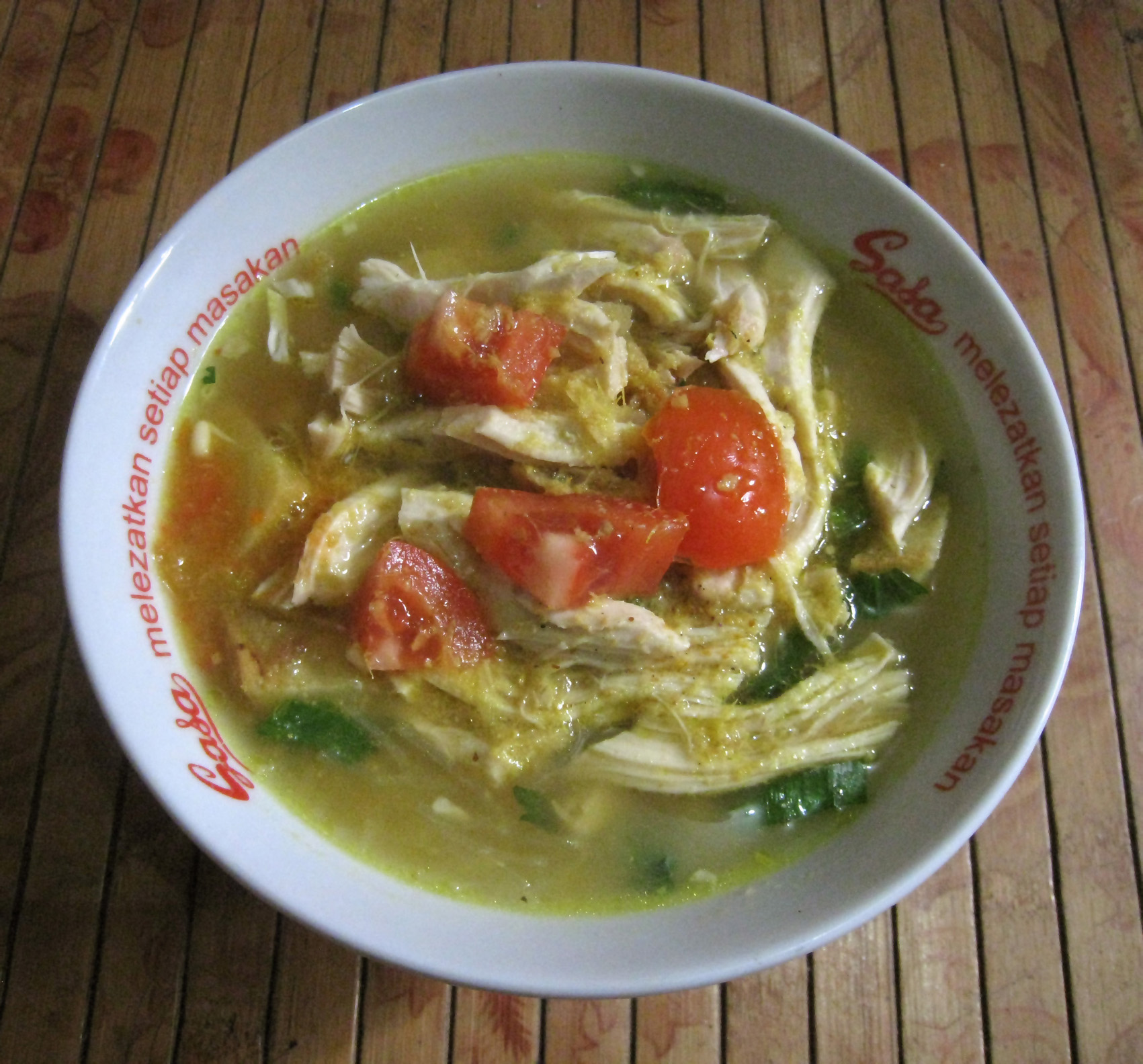
Soto ayam, une version de la soupe au poulet populaire en Indonésie.

En Indonésie, la soupe au poulet peut apparaître sous forme de sayur sop, une soupe au bouillon de légumes et de poulet contenant des morceaux de poulet, des pommes de terre, des haricots verts, des germes de haricots mungo, des carottes, du céleri et des échalotes frites. Une autre variante de soupe au poulet que l'on trouve couramment dans tout le pays est le soto ayam ; une soupe de poulet épicée, teintée de jaune par le curcuma, avec des légumes et des nouilles ou des vermicelles, servie avec du riz cuit à la vapeur, des morceaux de lontong ou de ketupat.

### Italie
En Italie, la soupe au poulet est souvent servie avec des pâtes dans des plats tels que les cappelletti in brodo, les tortellini in brodo et les passatelli. Même lorsqu'ils sont servis seuls, la viande et les légumes utilisés sont généralement retirés du bouillon et servis comme deuxième plat (secondi piatti).

### Japon
Au Japon, la soupe au poulet est connue sous le nom de torijiru,. Généralement, cela commence par du dashi, fabriqué à partir de kombu (varech) bouillant et de katsuobushi (flocons de listao séchés), et non en faisant bouillir le poulet (le poulet entier n'est généralement pas disponible dans les supermarchés japonais).[réf. nécessaire]. Une fois le dashi préparé, des morceaux de viande de cuisse de poulet désossée sont généralement utilisés et combinés avec des légumes comme le daikon, la carotte, la bardane, le konjyak, la ciboule, les champignons, les pommes de terre et la racine de taro. À la fin, différents assaisonnements sont ajoutés selon la région du pays ou le type de soupe. Il peut s'agir d'une soupe à base de miso ou de sauce soja. Le saké de cuisine, le mirin, le sel et le vinaigre sont également utilisés avec la sauce soja ou le miso. L'équivalent de la soupe à base de porc est appelé tonjiru ; il est plus populaire que la version à base de poulet.
Les bouillons d'os pour les rāmen sont également souvent préparés avec du bouillon de poulet, et il est presque invariablement utilisé dans la variété kotteri, la moins courante.

### Juif (ashkénaze)

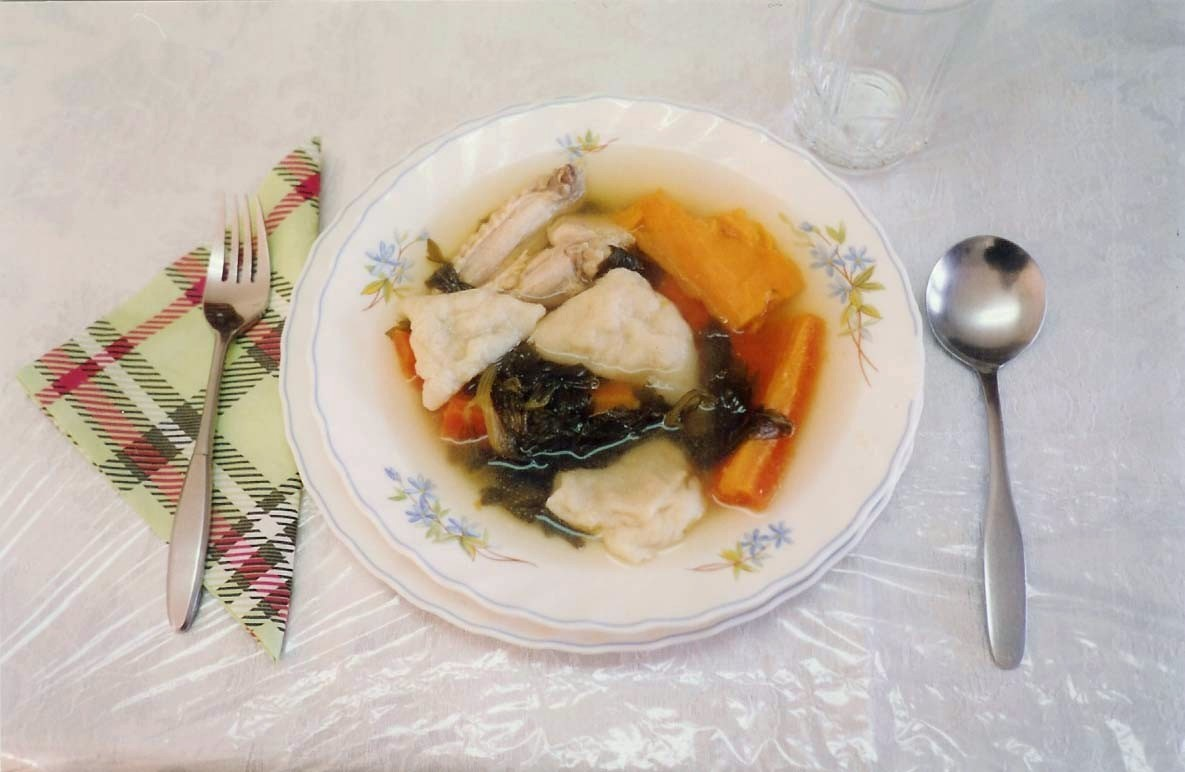
Kreplach en forme de Hamantashen flottant dans un bol de soupe au poulet préparé pour la seudah de Pourim.

La soupe au poulet est un plat traditionnel de la cuisine juive européenne. Les communautés juives russe et polonaise utilisent une proportion relativement élevée de bouillon de poulet pour leur soupe, composée principalement d'os. La soupe est préparée avec des herbes comme le persil et l'aneth frais ou le thym, et est souvent servie avec des kneidleh (boules de matza), des kreplach (raviolis), du lokshen (nouilles plates aux œufs) ou du mandlen (shkedei marak (en) en Israël) (soupe d'amandes). Une garniture traditionnelle était l'eyerlekh (en) (petits œufs). Ces œufs de poule non pondus provenaient d'une poule et étaient bouillis dans la soupe,. Les normes sanitaires modernes rendent ces produits difficiles à obtenir aujourd’hui.

### Corée

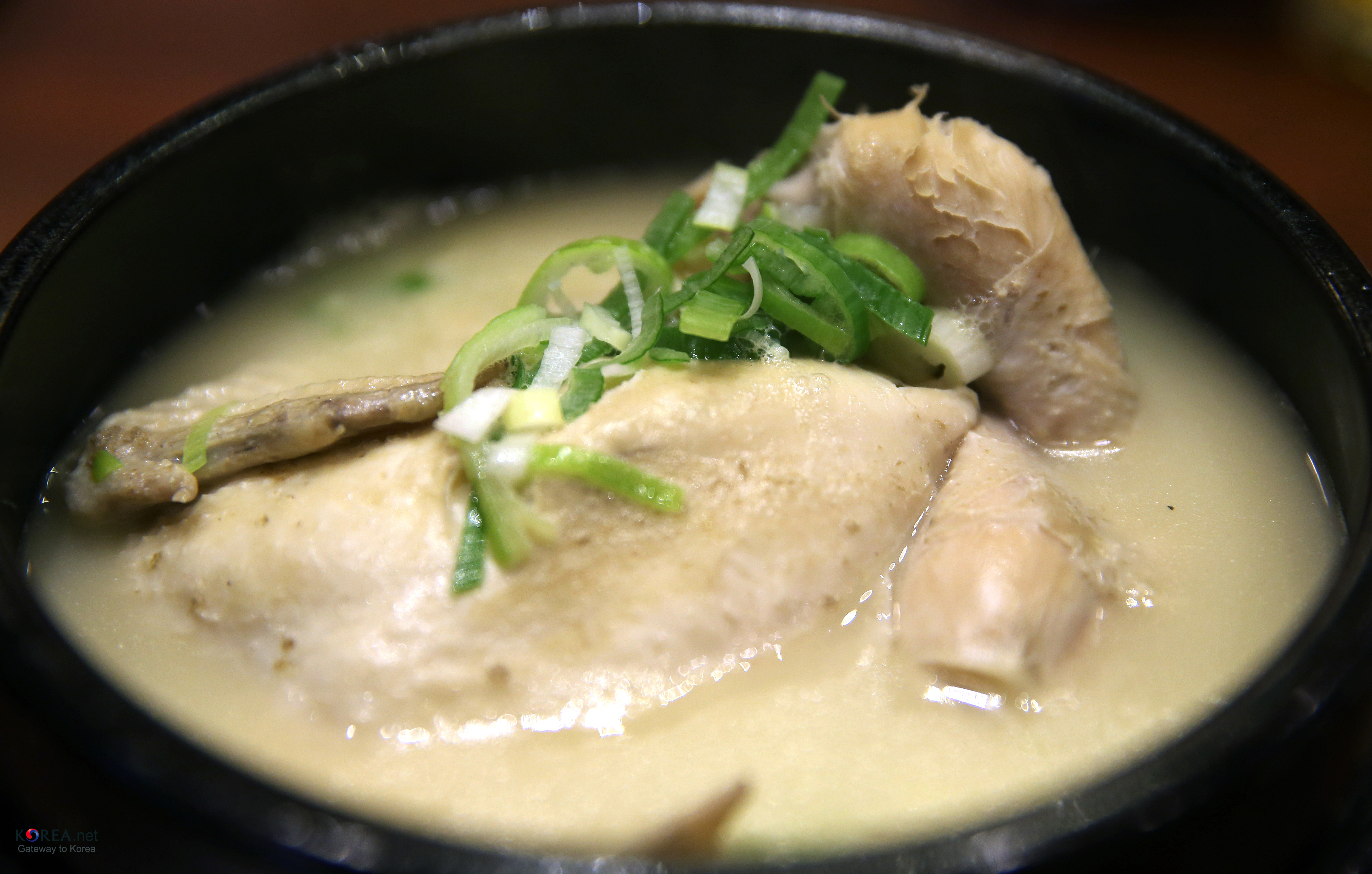
Samgyetang, une soupe coréenne.

Le samgyetang est une soupe coréenne au poulet avec de l'insam (ginseng coréen), du daechu (jujube séché), de l'ail, du gingembre, du riz gluant et parfois d'autres herbes médicinales. On pense qu’il s’agit non seulement d’un remède contre les maux physiques mais aussi d’un moyen de prévention des maladies. Le dak baeksuk, un type de bouillon de poulet à l'ail, est également populaire parmi les Coréens. Certains pensent qu'il aide à guérir des maladies bénignes telles que le rhume. Certains types de baeksuk contenant des nouilles ressemblent à la soupe de poulet et nouilles.

### Mexique
Le caldo de pollo (en), également connu sous le nom de consome de pollo (es), est une soupe latino-américaine courante composée de morceaux de poulet entiers au lieu de poulet haché ou effiloché, et de gros morceaux de légumes, comme des demi-tranches de pommes de terre et des feuilles entières de chou. Une autre variante de la soupe au poulet est le caldo tlalpeño (en) qui est garni d'avocat haché, de fromage blanc et d'un piment chipotle.

### Pérou
L'aguadito de pollo (en) est une soupe au poulet traditionnelle de la cuisine péruvienne composée de poulet, de coriandre, de légumes et d'épices.
Caldo de gallina (lit. « bouillon de poule »), la forme péruvienne de soupe au poulet, est composée de morceaux de poulet entiers au lieu de poulet haché ou effiloché, ainsi que de pommes de terre, de nouilles aux œufs et d'œufs durs. Des quartiers de citron vert et de la pâte de piment ou de piment aji sont ajoutés comme condiments.

### Philippines

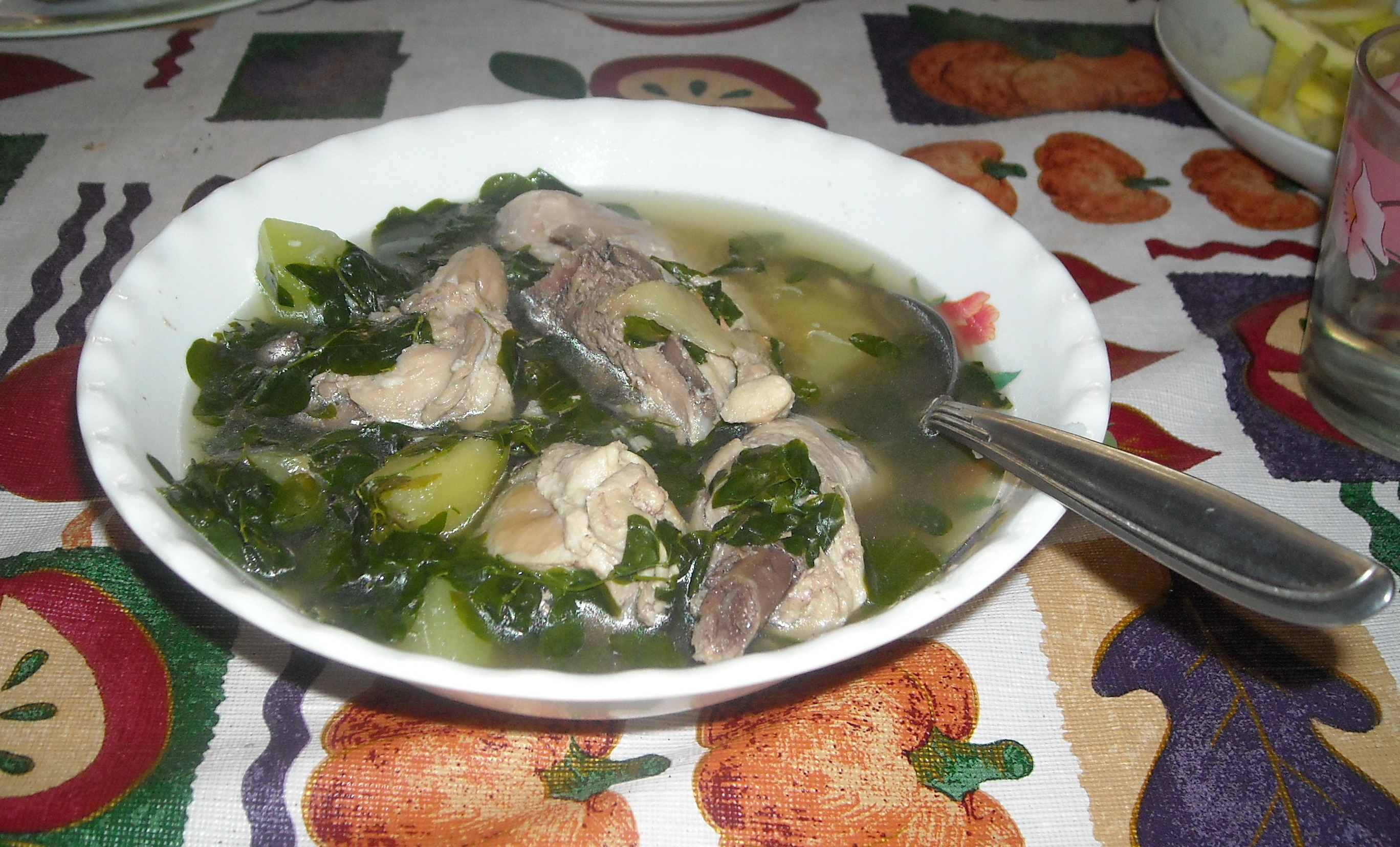
Un bol de tinola, une soupe au poulet des Philippines.

Aux Philippines, la soupe au poulet est appelée sopas et présente des influences occidentales. Bien qu'il existe de nombreuses variantes dans la recette, elle contient généralement des lanières de poulet dans un bouillon, des oignons, des légumes (principalement des carottes, du chou et du céleri) et des nouilles macaroni. Il est cuit avec du lait concentré pour lui donner une saveur plus riche. Les sopas sont normalement associés à la saison froide et pluvieuse aux Philippines et peuvent donc être considérés comme un aliment réconfortant local,.
Une autre soupe au poulet est appelée mami (en) dont le style dérive des autres pays voisins asiatiques, en particulier de l'Asie de l'Est. Elle est normalement servie avec des tranches de poulet, du bouillon, des nouilles et des légumes hachés. Mami est également associé à la saison froide et pluvieuse.
D'autres plats de poulet sont considérés comme des soupes. Tinola (en) propose des morceaux de poulet dans un bouillon, avec des feuilles de gingembre, de chayote et de piment. Le sinampalukang manók (en) est parfois considéré comme une version au poulet du sinigang mais, ici, la viande est d'abord dorée avant d'être bouillie dans l'eau et elle est assaisonnée de feuilles de tamarin. Kadyos, manok, kag ubad (en) des Visayas occidentales utilise des pois d'Angole et de la moelle de banane.

### Pologne
La soupe polonaise au poulet s'appelle rosół. Il est généralement servi avec des nouilles fines, des carottes bouillies et du persil tous les dimanches. Le bouillon est servi séparément de la viande de poulet.
Il existe de nombreux types de rosół, comme :
- rosół królewski[57] (royal rosół), composé de trois viandes : bœuf ou veau, volaille blanche (poule, dinde ou poulet) et volaille brune comme le canard, l'oie (culture uniquement), quelques bolets royaux séchés, une seule feuille de chou, des légumes tels que le céleri, la carotte et le poireau, ainsi que du persil. La cuisson doit prendre au moins six heures d'ébullition sensible à petit feu[57]. À la fin, de l'oignon légèrement brûlé est ajouté à la soupe ;
- le rosół myśliwski (le « rosół du chasseur ») est composé d'une variété d'oiseaux sauvages[57] tels que du faisan, du grand tétras, du tétras des bois, du tétras-lyre ou de la perdrix grise, avec un petit ajout de viande de chevreuil, quelques champignons sauvages et deux à trois baies de genièvre.

### Portugal et Brésil
La soupe au poulet est connue sous le nom de canja de galinha (es), un bouillon de poulet préparé avec du riz ou des pâtes et de la viande de poulet effilochée. On pense qu’il aide une personne à surmonter les rhumes et les problèmes digestifs, entre autres formes bénignes de maladies.

### Roumanie et Moldavie
Dans la plupart des régions de Roumanie, la soupe au poulet connue sous le nom de supă de pui se compose d'une soupe aigre claire ou dense avec du bouillon de poulet et de légumes égouttés et des nouilles (tăieței) ou des boulettes (găluște) sont ajoutées. Différentes versions utilisent des morceaux de poulet et des morceaux de légumes bouillis (comme l'oignon, la carotte, le panais, le céleri, la courgette, les pois, les haricots, les feuilles et la racine de persil ou de poivron) et sont généralement assaisonnés avec de la crème sure (smântână), du jus de tomate, du jus de citron, ou du borș.

### Taïwan
Dans la soupe au poulet à la taïwanaise, des jujubes séchés, des shiitakes séchés et diverses herbes sont également parfois ajoutés. Bien qu'il soit possible d'utiliser du ginseng ordinaire dans la recette, un type spécial de ginseng appelé san qi (en) est couramment utilisé. Il est cultivé presque exclusivement dans le comté de Wenshan, province du Yunnan. Les racines sont réduites en poudre pour faciliter leur utilisation, bien qu'il soit également possible d'utiliser les capitules.

### Russie et Ukraine
Les Slaves de l'Est préfèrent traditionnellement un bouillon de poulet et de légumes, souvent simple, additionné de nouilles ou de riz et d'une pincée d'herbes fraîches. Un autre type de soupe au poulet comprend du poulet, des nouilles, des carottes, des pommes de terre et des oignons. Certains cuisiniers ajoutent des œufs durs hachés et même de la crème sure à leurs variantes de soupe.

### Royaume-Uni
Traditionnellement, la soupe au poulet (ou bouillon) en Grande-Bretagne est une soupe claire et aqueuse avec de gros légumes (comme la carotte, le céleri et l'oignon ), du poulet, du sel et du poivre. Cependant, une variété épaisse et crémeuse appelée « soupe à la crème de poulet », qui peut ne contenir aucun morceau de légumes (selon la recette), est plus populaire aujourd'hui. Une version distincte d'Écosse qui est devenue populaire dans tout le Royaume-Uni est la soupe cock-a-leekie, un bouillon clair et fin avec du poulet effiloché et des poireaux.

### États-Unis et Canada

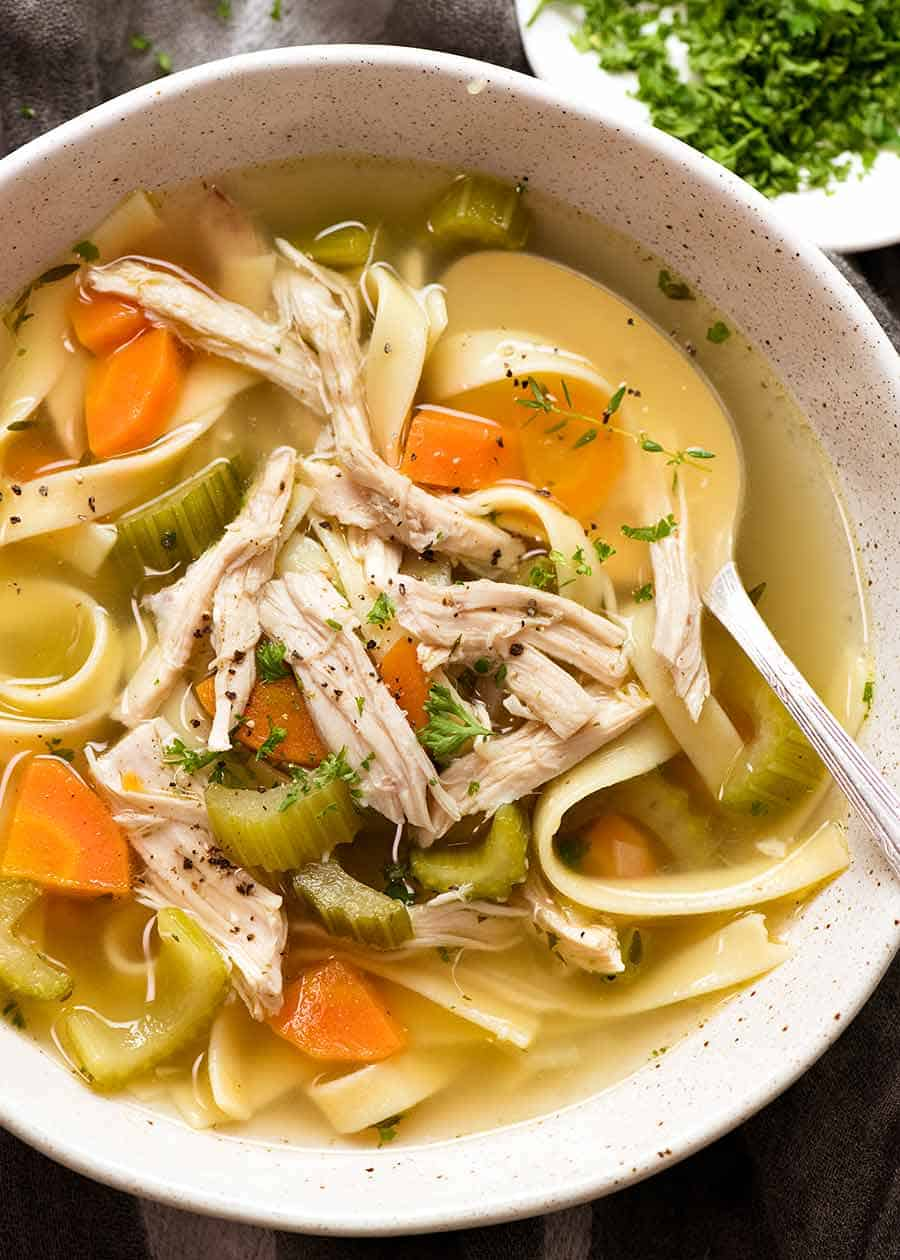
Soupe poulet et nouilles à l'américaine.

Aux États-Unis et au Canada, la soupe au poulet contient souvent des nouilles ou du riz, ce qui lui donne son nom commun de « chicken noodle soup ». L'expression en anglais noodle soup a peut-être été inventée dans une publicité pour la Campbell Soup Company dans les années 1930. Les 21 variétés originales de soupe condensée Campbell's comportaient une chicken soup with noodles, mais lorsqu'elle a été annoncée dans l'émission de radio Amos 'n' Andy dans les années 1930 par un lapsus, la soupe était appelée chicken noodle soup. Traditionnellement, la soupe au poulet américaine était préparée à partir de vieilles poules trop coriaces et filandreuses pour être rôties ou cuites pendant une courte période. De nos jours, ces volailles sont difficiles à trouver et les poulets de chair (jeunes poulets aptes à rôtir ou à griller) sont souvent utilisés pour faire de la soupe.

#### Soupe au poulet en conserve

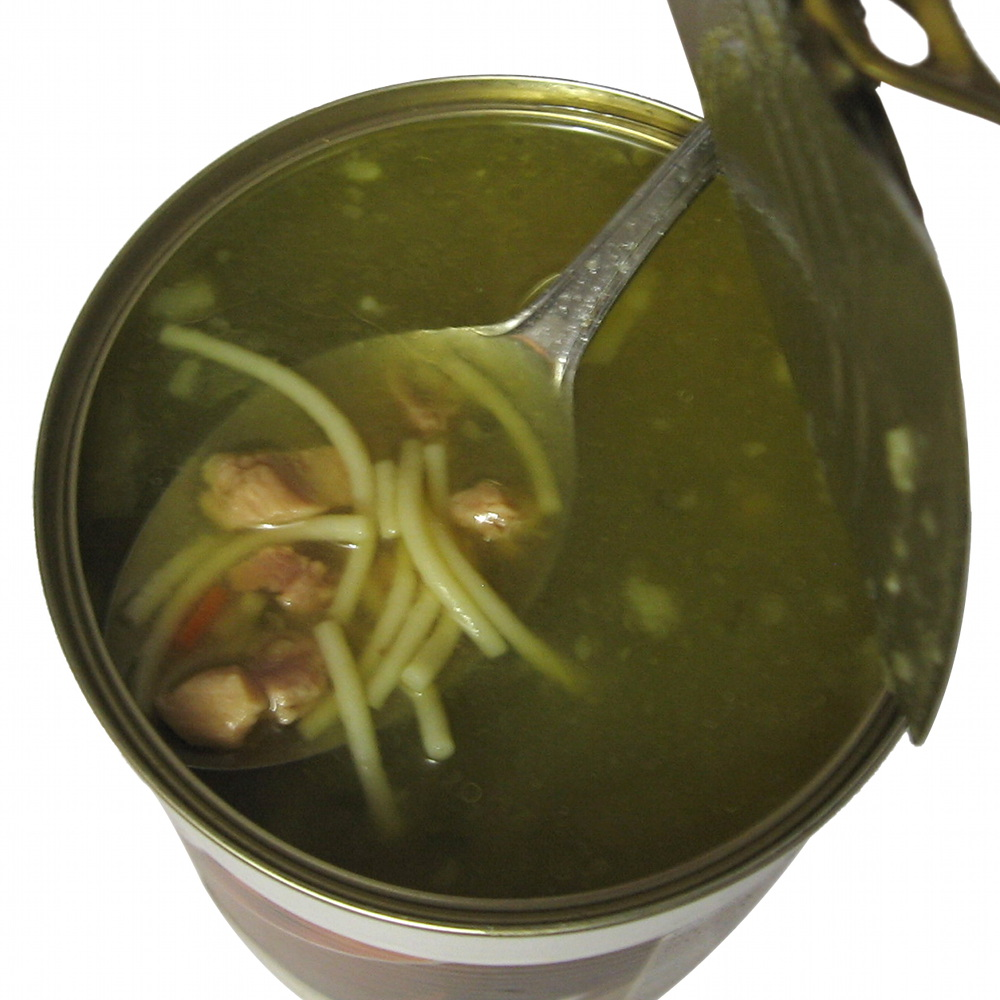
Soupe au poulet en conserve (non condensée).

Souvent (mais pas toujours) vendue sous forme de soupe condensée, la soupe au poulet en conserve telle que la soupe au poulet et nouilles de Campbell's se distingue par sa teneur élevée en sodium : 890 mg par 1⁄2 tasse servi. Cela donne 1 1⁄2 tasse de bol de soupe environ 2 500 mg de sodium, soit une journée complète dans le cas de cette marque grand public. D'autres soupes de poulet condensées produites par Campbell's, comme la soupe au poulet avec du riz ou la Chicken & Stars Soup, ont des quantités similaires, tout comme les versions génériques du produit.
Une soupe au poulet en conserve contenant beaucoup moins de sodium que la formulation traditionnelle est disponible, y compris de nombreuses variétés produites par Campbell's, certaines contenant aussi peu que 100 mg de sodium. Campbell affirme que la production d'une soupe poulet et nouilles qui sera largement acceptée par les consommateurs — en bref, qui se vendra — est très difficile, elle doit donc équilibrer la santé et la teneur en sodium.
Habituellement, les principaux ingrédients de cette soupe en conserve sont, :
- bouillon de poulet
- poulet
- nouilles
- carottes
- sel
- et éventuellement du céleri, de la laitue ou des champignons selon les marques

## Dans les médias

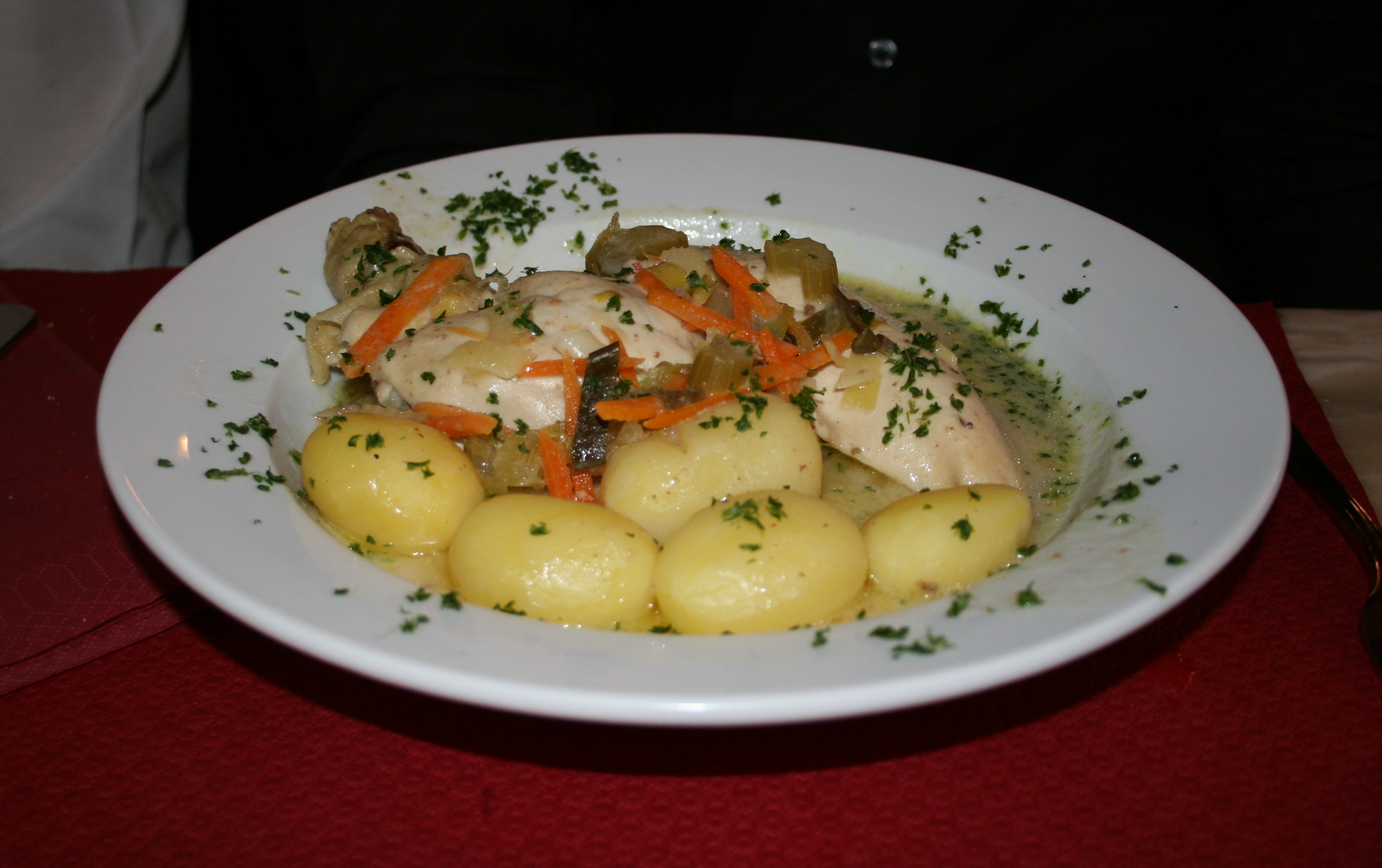
Waterzooï à base de poulet, pommes de terre et crème.

### Lectures complémentaires
- Organisation des femmes Aish HaTorah (1987). Le goût du Chabbat : le livre de recettes complet du sabbat . Jérusalem : Éditeurs Feldheim. (ISBN 0-87306-426-7) .
- définitions et historique du bouillon, du bouillon, du bouillon et du consommé provenant de diverses sources
- Rennard, BA, Ertl, RF, Gossman, GL et coll. . (2000). La soupe au poulet inhibe la chimiotaxie des neutrophiles in vitro. Poitrine . 118, 1150-1157
- Ohry, A, Tsafrir, J. (1999) La soupe au poulet est-elle un médicament essentiel ? Journal de l'Association médicale canadienne . 161 (12)